# Mândra (gmina)
Mândra – gmina w Rumunii, w okręgu Braszów. Obejmuje miejscowości Ileni, Mândra, Râușor, Șona i Toderița. W 2011 roku liczyła 2762 mieszkańców. 